# 783 Нора
783 Нора (783 Nora) — астероїд головного поясу, відкритий 18 березня 1914 року.
Тіссеранів параметр щодо Юпітера — 3,510.